# لوسرن، شهرستان کینگز، کالیفرنیا
لوسرن (به انگلیسی: Lucerne) یک منطقهٔ مسکونی در ایالات متحده آمریکا است که در شهرستان کینگز، کالیفرنیا واقع شده‌است. لوسرن ۷۹ متر بالاتر از سطح دریا واقع شده‌است.